# Americamorfosis
Americamorfosis es el nombre del noveno álbum de estudio de la banda de rock guatemalteca Alux Nahual. Fue lanzado al mercado bajo el sello discográfico Sony Music México el 21 de septiembre de 1993, primer trabajo publicado por Sony Music. El disco presentaba grandes retos para la banda, teniendo que igualar el éxito alcanzado por su anterior material Leyenda, además de mantener la calidad y la aceptación con su nueva disquera. La producción superó con creces las expectativas, tanto musicales como profesionales y comerciales de la agrupación. No se lanzaron nuevos tirajes del disco, por lo que es un artículo de colección muy cotizado. 

## Estructura y logros del disco
El disco presenta 12 temas producidos y arreglados por la misma banda. En este se resalta la fuerza de la batería y las letras presentan una temática referente al respeto por la naturaleza y la unión de los pueblos latinoamericanos. De ahí proviene el título del álbum, apoyado en una portada que muestra sutilmente los cambios que afectan a la sociedad de América Latina. A partir de este disco Álvaro Aguilar interpretaría todos temas y Ranferí sólo cantaría las baladas de su autoría. 
Ranferí Aguilar aporta 5 temas, de los que se extraerían Del Suelo se Suele Aprender, Sola y El Trovador de la Noche como sencillos radiales del disco. Álvaro incluiría 4 canciones, de las cuales Vuelve destacaría por su gran éxito comercial y ser posiblemente el de mayor alcance radial para la banda a nivel intercional. La Plegaria del Hombre Lobo también es uno de los grandes éxitos de Alux. Dos temas más de Oscar Conde, Niños de Maíz, que refleja el reclutamiento militar violento a los indígenas y los menos afortunados en América Central, los mismos a los que se hace alusión al tema clásico de Alux Hombres de Maíz y Salva, canción que tuvo gran aceptación en El Salvador, país al que fue dedicada. La producción finaliza con la última colaboración de Paulo Alvarado a la agrupación, 500 Años es un tema que alude al aniversario del descubrimiento de América.
El disco continúa con la mejor etapa de Alux Nahual. La promoción se extendería casi 3 años, en los que recorren Centroamérica y Estados Unidos confirmando en cada presentación la madurez y calidad alcanzada con los años. Los seis sencillos radiales y el gran impacto que Alux causó en esta época contribuyeron con la continuación de la leyenda. 
En 1995 Ranferí Aguilar grabaría su primera producción individual, De Países y Estrellas en las que explora su gusto musical. También en estas fecha Paulo Alvarado deja la banda para dedicarse a sus proyectos personales. 
Cabe destacar que es debido a la salida de Alux Nahual de DIDECA y su contratación en Sony que se abrieron más espacios para las nuevas bandas que empezaban a emerger con el comienzo de la década. Para reemplazar a la banda, esta disquera contrató a otros tres grupos, dos de los cuales gozaron de gran fama en años posteriores: Radio Viejo y Stress. Durante esta época inicia el gran movimiento de Rock guatemalteco, al que Alux tanto aportó.

## Listado de temas
1. "El Gigante del Jardín" (Ranferí Aguilar)
2. "Del Suelo se suele Aprender" (Ranferí Aguilar)
3. "Árboles" (Álvaro Aguilar)
4. "El Trovador de la Noche" (Ranferí Aguilar)
5. "Vuelve" (Álvaro Aguilar)
6. "La Plegaria del Hombre Lobo" (Álvaro Aguilar)
7. "Salva" (Oscar Conde)
8. "Alma Verde" (Álvaro Aguilar)
9. "Niños de Maíz" (Oscar Conde)
10. "¿Qué me pasó?" (Ranferí Aguilar)
11. "Sola" (Ranferí Aguilar)
12. "500 Años (Paulo Alvarado)

## Producción
El disco fue producido por Alux Nahual y Fue publicado por Sony Music el 21 de septiembre de 1993. Se grabó en los estudios de Sony Music Costa Rica, Ocean Way Recording en Hollywood, California. Mezclado en The Enterprise, y masterizado por Bernie Grundman Mastering, también en California. 